# 褪色扭连钱
褪色扭连钱（学名：Phyllophyton decolorans）为唇形科扭连钱属下的一个种。

## 扩展阅读
維基物種上的相關：褪色扭连钱